# Rutger Hauer
Rutger Oelsen Hauer (n. 23 ianuarie 1944, Breukelen, Utrecht, Țările de Jos – d. 19 iulie 2019, Beetsterzwaag, Opsterland, Provincia Frizia, Țările de Jos) a fost un actor neerlandez.
Rutger Hauer s-a născut pe 12 ianuarie 1944. A jucat în filmul istoric de renume mondial Evadare din Sobibor, interpretând în rolul principal pe eroul rus Aleksandr Pecerski.

## Filmografie

### Anii 1960
| An   | Titlu             | Rol                 | Note                                 |
| ---- | ----------------- | ------------------- | ------------------------------------ |
| 1969 | Monsieur Hawarden |                     | Scene șterse                         |
| 1969 | Floris            | Floris van Rosemond |                                      |
| 1969 | Pathfinders       | Pieter van Paarsen  | serial TV (1 episod "Sitting Ducks") |

### Anii 1970
| An   | Titlu                           | Rol                | Note                                      |
| ---- | ------------------------------- | ------------------ | ----------------------------------------- |
| 1973 | Rumplestiltskin                 | The King           | Titlu original: Repelsteeltje             |
| 1973 | Turkish Delight                 | Eric Vonk          | Titlu original: Turks Fruit               |
| 1973 | Waaldrecht                      | Rogier de Jonge    | serial TV (1 episod "Taxi, Meneer?")      |
| 1974 | Cold Blood⁠(nl)[traduceți]       | Cris               | Titlu original: Das Amulett des Todes     |
| 1974 | Hard to Remember⁠(nl)[traduceți] | Rick               | Titlu original: Pusteblume                |
| 1974 | The Wilby Conspiracy            | Blane              |                                           |
| 1975 | Cyrano de Bergerac              | De Valvert         | Înregistrare TV                           |
| 1975 | Floris von Rosemund             | Floris             |                                           |
| 1975 | Katie Tippel                    | Hugo               | Titlu original: Keetje Tippel             |
| 1975 | The Year of the Cancer          | Pierre             | Titlu original: Het jaar van de kreeft    |
| 1976 | Max Havelaar                    | Duclari            |                                           |
| 1977 | Soldier of Orange               | Erik Lanshof       | Titlu original: Soldaat van Oranje        |
| 1978 | Pastorale 1943                  | August Schultz     |                                           |
| 1978 | Heilige Jeanne                  | Dunois             | Înregistrare TV of Saint Joan             |
| 1978 | Woman Between Wolf and Dog      | Adriaan            | Titlu original: Femme entre chien et loup |
| 1978 | Mysteries⁠(nl)[traduceți]        | Johan Nagel        | Alternate title: Evil Mysteries           |
| 1979 | The Bank Robbery⁠(nl)[traduceți] | John Ryder         | Titlu original: Es begann bei Tiffany     |
| 1979 | Grijpstra & De Gier             | Rinus de Gier      |                                           |
| 1979 | Duel in de diepte               | John van der Velde | serial TV                                 |

### Anii 1980
| An   | Titlu                          | Rol                       | Note |
| ---- | ------------------------------ | ------------------------- | --- |
| 1980 | Spetters                       | Gerrit Witkamp            | |
| 1981 | Nighthawks                     | Wulfgar                   | |
| 1981 | Chanel Solitaire               | Etienne de Balsan         | |
| 1982 | Inside the Third Reich         | Albert Speer              | Film TV |
| 1982 | Blade Runner                   | Roy Batty                 | Nominalizare—Saturn Award for Best Supporting Actor                                                                                    |
| 1983 | The Osterman Weekend           | John Tanner               | |
| 1984 | A Breed Apart                  | Jim Malden                | |
| 1984 | Eureka                         | Claude Maillot Van Horn   | |
| 1985 | Ladyhawke                      | Captain Etienne Navarre   | |
| 1985 | Flesh & Blood                  | Martin                    | |
| 1986 | The Hitcher                    | John Ryder                | |
| 1987 | Wanted: Dead or Alive          | Nick Randall              | |
| 1987 | Evadare din Sobibor            | Aleksandr „Sașa” Pecerski | Film TV Premiul Globul de Aur pentru cel mai bun actor în rol secundar (tv)                                                            |
| 1988 | The Legend of the Holy Drinker | Andreas Kartak            | Titlu original: La leggenda del santo bevitore Golden Space Needle Award for Best Actor Nominalizare—Sant Jordi for Best Foreign Actor |
| 1989 | The Edge                       | Sheriff Abel              | Film TV |
| 1989 | Desert Law                     | Tom Burton                | |
| 1989 | Blind Fury                     | Nick Parker               | |
| 1989 | As Long as It's Love           | John Knott                | Titlu original: In una notte di chiaro di luna                                                                                         |
| 1989 | The Blood of Heroes            | Sallow                    | aka The Salute of the Jugger and Salute to the Jugger"                                                                                 |
| 1989 | Bloodhounds of Broadway        | The Brain                 | |

### Anii 1990
| An   | Titlu                                  | Rol                             | Note                                                                           |
| ---- | -------------------------------------- | ------------------------------- | ------------------------------------------------------------------------------ |
| 1991 | Wedlock                                | Frank Warren                    |                                                                                |
| 1992 | Past Midnight                          | Ben Jordan                      |                                                                                |
| 1992 | Split Second                           | Harley Stone                    |                                                                                |
| 1992 | Buffy the Vampire Slayer               | Lothos                          |                                                                                |
| 1993 | Arctic Blue                            | Ben Corbett                     |                                                                                |
| 1993 | Blind Side                             | Jake Shell                      | Film TV                                                                        |
| 1993 | Voyage                                 | Morgan Norvell                  | Film TV                                                                        |
| 1994 | Surviving the Game                     | Thomas Burns                    |                                                                                |
| 1994 | Amelia Earhart: The Final Flight       | Fred Noonan                     |                                                                                |
| 1994 | Nostradamus                            | Călugărul mistic                |                                                                                |
| 1994 | The Beans of Egypt, Maine              | Reuben Bean                     |                                                                                |
| 1994 | Fatherland                             | SS-Sturmbannführer Xavier March | Film TV Nominalizare—Golden Globe Award for Best Actor – Miniseries or Film TV |
| 1995 | Blood of the Innocent                  | Dr. Lem                         |                                                                                |
| 1996 | Crossworlds                            | A.T.                            |                                                                                |
| 1996 | Mariette in Ecstasy                    | Chaplain                        |                                                                                |
| 1996 | Mr. Stitch                             | Doctor Rue Wakeman              |                                                                                |
| 1996 | Precious Find                          | Armond Crille                   |                                                                                |
| 1997 | Knockin' on Heaven's Door              | Curtiz                          |                                                                                |
| 1997 | Lexx                                   | Bog                             | Serial TV                                                                      |
| 1997 | Blast                                  | Leo                             |                                                                                |
| 1997 | Omega Doom                             | Omega Doom                      |                                                                                |
| 1997 | The Call of the Wild: Dog of the Yukon | John Thornton                   |                                                                                |
| 1997 | Hostile Waters                         | Capt. Britanov                  | Film TV                                                                        |
| 1997 | Bleeders                               | Dr. Marlowe                     |                                                                                |
| 1997 | Deathline                              | John Anderson Wade              |                                                                                |
| 1997 | The Ruby Ring                          | Patrick Collins                 | Film TV                                                                        |
| 1998 | Tactical Assault                       | John 'Doc' Holiday              |                                                                                |
| 1998 | Merlin                                 | King Vortigern                  | Film TV                                                                        |
| 1998 | Bone Daddy                             | William H. Palmer               |                                                                                |
| 1999 | Simon Magus                            | Count Albrecht, the Squire      |                                                                                |
| 1999 | New World Disorder                     | David Marx                      |                                                                                |

### Anii 2000
| An   | Titlu                               | Rol                                 | Note                                                |
| ---- | ----------------------------------- | ----------------------------------- | --------------------------------------------------- |
| 2000 | Lying in Wait                       | Keith Miller                        |                                                     |
| 2000 | Partners in Crime                   | Gene Reardon                        |                                                     |
| 2000 | The 10th Kingdom                    | Huntsman                            | Miniserial TV                                       |
| 2000 | Wilder                              | Dr. Sam Dennis Charney              |                                                     |
| 2001 | Jungle Juice                        | Jean-Luc                            |                                                     |
| 2001 | The Room (short)                    | Harry                               | Also co-director                                    |
| 2001 | The Last Words of Dutch Schultz     | Arthur "Dutch Schultz" Flegenheimer | (voice)                                             |
| 2001 | Turbulence 3: Heavy Metal           | Copilot MacIntosh                   |                                                     |
| 2001 | Flying Virus                        | Ezekial                             |                                                     |
| 2002 | The God's Bankers                   | Arhiepiscopul Marcinkus             | Titlu original: I banchieri di Dio                  |
| 2002 | Scorcher                            | President Nelson                    |                                                     |
| 2002 | Warrior Angels                      | Grekkor                             |                                                     |
| 2002 | Confessions of a Dangerous Mind     | Keeler                              |                                                     |
| 2003 | Alias                               | Anthony Geiger                      | Season 2                                            |
| 2004 | In the Shadow of the Cobra          | Gallo                               |                                                     |
| 2004 | Tempesta⁠(de)[traduceți]             | Van Beuningen                       |                                                     |
| 2004 | Salem's Lot                         | Kurt Barlow                         | Miniserial TV                                       |
| 2004 | Never Enough                        | Sebastian                           | Titlu original: Camera ascunsă                      |
| 2005 | Sin City                            | Cardinal Roark                      |                                                     |
| 2005 | Batman Begins                       | Earle                               |                                                     |
| 2005 | Dracula III: Legacy                 | Count Dracula                       |                                                     |
| 2005 | Mirror Wars                         | Mysterious Man                      | Titlu original: Zerkalnie voyni: Otrazhenie pervoye |
| 2005 | The Poseidon Adventure              | Bishop August Schmitt               |                                                     |
| 2006 | The Hunt for Eagle One              | General Frank Lewis                 |                                                     |
| 2006 | Minotaur                            | Cyrnan                              |                                                     |
| 2006 | Mentor                              | Sanford Pollard                     |                                                     |
| 2006 | The Hunt for Eagle One: Crash Point | General Frank Lewis                 |                                                     |
| 2007 | Goal II: Living the Dream           | Rudi Van Der Merwe                  |                                                     |
| 2007 | Moving McAllister                   | McAllister                          |                                                     |
| 2007 | Starting Over                       | Peter Rossen                        | Film TV                                             |
| 2007 | Dead Tone                           | Detective John Criton               | Film TV                                             |
| 2008 | Spoon                               | Victor Spoon                        |                                                     |
| 2008 | Magic Flute Diaries                 | Dr. Richard Nagel                   |                                                     |
| 2008 | Bride Flight                        | Old Frank                           |                                                     |
| 2009 | Barbarossa                          | Frederic Barbarossa                 |                                                     |
| 2009 | Tonight at Noon                     | Diego van der Haagen                |                                                     |
| 2009 | Happiness Runs                      | Insley                              |                                                     |

### Anii 2010
| An   | Titlu                                           | Rol                           | Note                                   |
| ---- | ----------------------------------------------- | ----------------------------- | -------------------------------------- |
| 2010 | Hobo with a Shotgun                             | Hobo                          |                                        |
| 2011 | The Mill and the Cross                          | Peter Bruegel                 |                                        |
| 2011 | The Rite                                        | Istvan Kovak                  |                                        |
| 2011 | Black Butterflies                               | Abraham Jonker                |                                        |
| 2011 | Alle for én                                     | Niemeyer                      |                                        |
| 2011 | The Heineken Kidnapping⁠(nl)[traduceți]          | Alfred Heineken               |                                        |
| 2011 | The Cardboard Village (Il Villaggio di Cartone) | The sacristan (il sacrestano) |                                        |
| 2011 | The Reverend                                    | Withstander                   | Direct-pe-video                        |
| 2012 | Dracula 3D                                      | Abraham Van Helsing           | In select theaters and video-on-demand |
| 2012 | Métal Hurlant Chronicles                        | Kern                          | Serial TV                              |
| 2012 | Agent Ranjid rettet die Welt⁠(de)[traduceți]     | Freek van Dyk                 |                                        |
| 2013 | Flight of the Storks                            | Sanderson                     | Film TV                                |
| 2013 | True Blood                                      | Niall Brigant                 | Serial TV                              |
| 2013 | Real Playing Game                               | Steve Battier                 |                                        |
| 2013 | Il Futuro (The Future)                          | Maciste                       |                                        |
| 2014 | Unity                                           | Narator                       | Documentar                             |
| 2014 | 2047 - Sights of Death                          | Colonel Asimov                |                                        |
| 2014 | Wilfred                                         | Dr. Grummons                  | Serial TV                              |
| 2015 | Galavant                                        | Kingsley                      | Serial TV                              |
| 2015 | The Scorpion King 4: Quest for Power            | King Zakour                   | Direct-pe-video                        |
| 2015 | Michiel de Ruyter                               | Maarten Tromp                 |                                        |

## Legături externe
- Site web oficial
- Filmography at Rutger Hauer's website
- Rutger Hauer la Internet Movie Database
- Filmography Rutger Hauer la Allmovie